# Can Freixedes
Can Freixedes és un edifici d'habitatges de factura eclèctica del municipi de Vilanova i la Geltrú (Garraf) protegit com a bé cultural d'interès local. Ocupa tot un extrem d'illa i té tres façanes que donen als carrers Montserrat, sant Pere i Sant Antoni. L'accés principal és pel carrer de Sant Antoni.

## Descripció
La casa és de planta rectangular i consta de planta baixa, entresòl, dos pisos i terrat a la catalana. La planta baixa presenta obertures d'arc carpanell, tipologia que es repeteix als balcons dels pisos superiors. La porta principal, que ocupa l'alçada de la planta i l'entresòl, és d'arc de mig punt i està emmarcada en pedra. La separació entre els pisos apareix indicada per impostes.
Altres elements d'interès són els balcons cantoners del primer pis, les motllures trencaaigües del pis superior i, principalment, les mènsules de suport de les peanyes dels balcons, amb motius figuratius i vegetals. El conjunt és coronat amb una barana calada de ceràmica i una torratxa superior, de planta quadrada amb coberta de pavelló i finestres d'arc de mig punt.

## Història
Segons documentació de l'arxiu municipal d'obres públiques de Vilanova i la Geltrú, l'any 1872 el propietari del terreny, el sr. Antoni Freixedes, va demanar permís d'obres per tal de bastir un edifici d'habitatges plurifamiliar, segons projecte del mestre d'obres Josep Salvany. Aquesta mateixa data apareix inscrita a l'arc de la porta d'accés del c/ Sant Antoni.